# La signora omicidi
La signora omicidi (The Ladykillers) è un film del 1955 diretto da Alexander Mackendrick, con Alec Guinness e Peter Sellers, tratto da un soggetto di William Rose (vincitore di un BAFTA, al quale va aggiunta la candidatura per la miglior sceneggiatura originale agli Oscar del 1956).

## Trama
Il professor Marcus vive in affitto presso l'anziana signora Louisa Wilberforce. Qui incontra per le prove musicali i suoi quattro amici con cui compone un quintetto d'archi. Questo è quanto crede la signora Louisa: in realtà i cinque sono malviventi intenti a pianificare una rapina alla stazione ferroviaria. Quando il piano sembra essere riuscito alla perfezione, Louisa scopre accidentalmente la verità: i banditi dovranno quindi tentare di eliminare l'anziana padrona di casa.

## Produzione
William Rose, lo sceneggiatore della commedia, raccontò di avere avuto l'idea per la storia in sogno. Disse di aver sognato l'intera trama dall'inizio alla fine e solo i dettagli dovettero essere aggiunti. L'idea di Rose fu alla fine filmata dagli Ealing Studios, che avevano anche realizzato altre commedie nere come Sangue blu. La signora omicidi fu uno degli ultimi film realizzati dagli Ealing Studios. Alec Guinness, l'attore protagonista di numerose commedie prodotte dallo studio, fu scelto per il ruolo principale del Professor Marcus. Guinness basò il suo ruolo in parte sull'attore scozzese Alastair Sim, che era stato la prima scelta per la parte. Il personaggio di Robinson fu il primo ruolo cinematografico importante per Peter Sellers, che sarebbe apparso in seguito accanto a Herbert Lom in vari film della serie della Pantera rosa. Sellers e Guinness avrebbero recitato nuovamente insieme in Invito a cena con delitto (1976). Per il ruolo dell'anziana signora venne scelta Katie Johnson, che fino ad allora era andata a malapena oltre ruoli secondari e comparsate nel mondo del cinema. I produttori pensavano che la Johnson fosse troppo fragile e vecchia e avrebbero voluto sostituirla con un'attrice più giovane, ma quell'attrice più giovane morì prima ancora che le riprese iniziassero.

## Riprese
Tutte le scene in esterni furono girate vicino alla stazione ferroviaria di King's Cross. Poiché quest'area è stata notevolmente modificata nel corso degli anni, il film è anche un'importante testimonianza della storia urbanistica di Londra e della sua ferrovia. La casa della signora Wilberforce si trovava alla fine di Frederica Street, di fronte all'incrocio della East Coast Main Line, che corre verso King's Cross, con la North London Line. La casa fu costruita solo per le riprese come set cinematografico. Oggi quest'area è stata notevolmente modificata da edifici residenziali e commerciali e dal percorso di accesso al tunnel del canale. Le riprese davanti alla casa sono state realizzate in un luogo completamente diverso, ovvero su Argyle Street con vista sulla stazione ferroviaria di St. Pancras.

## Riconoscimenti
- 1957 - Premio Oscar
  - Candidatura alla Miglior sceneggiatura originale per William Rose
- 1956 - Premio BAFTA
  - Miglior attrice britannica per Katie Johnson
  - Miglior sceneggiatura britannica per William Rose
  - Candidatura al Miglior film internazionale
  - Candidatura al Miglior film britannico

Nel 1999 il British Film Institute l'ha inserito al 13º posto della lista dei migliori cento film britannici del XX secolo.

## Remake e adattamento teatrale
- Nel 2004 i fratelli Coen hanno realizzato un remake della commedia, intitolato Ladykillers (come il titolo originale inglese), con Tom Hanks.
- Nel 2011 ha debuttato a Londra l'adattamento teatrale del film The Ladykillers, ad opera di Graham Linehan.